# Wassiljewski-Insel
Die Wassiljewski-Insel (russisch Васильевский остров) ist eine Insel im Newadelta zwischen den Flüssen Große Newa (Süden) und Kleine Newa (Nordosten)/Smolenka (Norden) sowie der Newabucht, der östlichsten Bucht des Finnischen Meerbusens in Sankt Petersburg. An dieser Newa-Gabelung befand sich von etwa 1730 bis 1880 der Petersburger Hafen mit Kais, Zoll, Warenhäusern und dem Markt für importierte Handelswaren.

## Geografie
Die Ausdehnung von Nord nach Süd beträgt 3,3 km, von West nach Ost 7,2 km. Die Fläche der Insel beträgt 1090 ha. Vier Brücken verbinden die Insel mit anderen Stadtteilen, dies sind die Tutschkow-Brücke, die Börsenbrücke, die Schlossbrücke und die Blagoweschtschenski-Brücke (ehem. Leutnant-Schmidt-Brücke).
Im Norden trennt ein 4,2 km langer und zumeist weniger als 20 Meter schmaler Mündungsarm der Newa, der nach links von der Kleinen Newa abzweigt, nämlich die Smolenka, die  Wassilijewski-Insel von der kleineren Dekabristeninsel.

## Bebauung
Die erhaltenen älteren Bauten erstrecken sich am Universitätskai am Ufer der Newa:
- Alexander Danilowitsch Menschikow, ein Günstling Peters des Großen, hatte von diesem große Teile der Insel als Geschenk erhalten und ließ sich ab 1713 einen ausgedehnten Palast errichten, den ersten Steinbau der Residenzstadt. Das heutige Äußere gibt allerdings den Zustand von 1734 wieder.
- Auch die Kunstkammer (1718–1734) wurde noch zu Lebzeiten Peters I. begonnen.
- Die Zwölf Kollegien, ein senkrecht zur Newa gestellter Riegel von Ministerialgebäuden aus den Jahren 1722 bis 1742, dienen heute der Universität.
- Die Kunstakademie folgte 1764 bis 1788, und
- die Akademie der Wissenschaften bekam 1783 bis 1789 ein großes Gebäude an der Newa.

Unmittelbar nach der Wende zum 19. Jahrhundert wurde die Bebauung an der Strelka (russ.: „Pfeil“), der Ostspitze der Insel, neu konzipiert. Thomas de Thomon, ein Schweizer, der um das Jahr 1800 aus Paris nach Petersburg gekommen war, erarbeitete bis 1804 unter Beteiligung von Andrejan Dmitrijewitsch Sacharow die städtebauliche Lösung für dieses zentrale, bis 1810 fertiggestellte Architekturensemble aus Ufertreppen, Rostra-Säulen und Börse. Zunächst wurde durch Aufschüttung eine symmetrische Uferlinie und ein halbrunder Platz geschaffen.

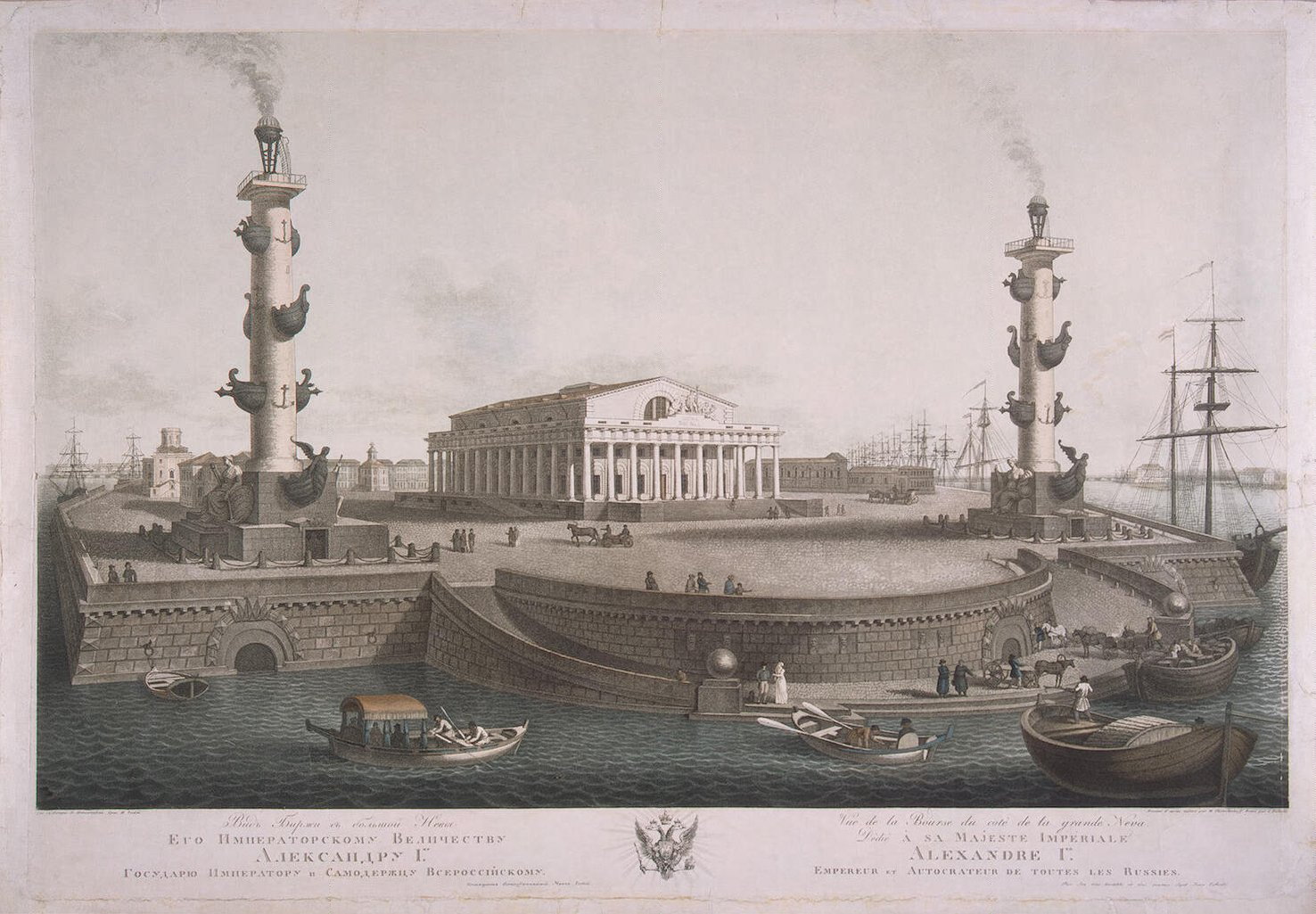
Wassiljewski-Insel (1810) mit der Börse und den Rostrasäulen

- In dessen Mittelachse steht die Börse. Der 1804 bis 1810 von Thomon errichtete Bau in Form eines antiken Peripteros folgt dem Vorbild des Poseidontempels in Paestum. Die seitlichen Figuren von Neptun und Merkur, Götter des Meeres und des Handels, verweisen darauf, dass hier einst das Zentrum des Fernhandels war. Zwischen 1940 und 2010 diente der Bau als Seekriegsmuseum.
- Er wird flankiert von den beiden roten, 32 m hohen Rostrasäulen,[1] 1810 von Thomas de Thomon entworfen. Aus den von Samson Suchanow angefertigten Säulen ragen bronzene Schiffsschnäbel (lat.: Rostra) hervor, wie schon im alten Rom Symbole eroberter Flotten. An der Spitze befinden sich Leuchtfeuer, deren Gasfackeln allerdings nur an Feiertagen entzündet werden. Die vier kolossalen Steinfiguren an den Basen stellen die russischen Flüsse Wolga, Dnjepr, Newa und Wolchow dar, sie stammen von dem flämischen Bildhauer Joseph Camberlin (1766–1821) und dem Franzosen J. Thibaud.[2]

Später folgten
- das Zoologische Museum im früheren Zoologischen Institut[3] (1826–1832),
- mehr als vier russisch-orthodoxe Kirchen
- und zwei evangelische Kirchen.